# Weihenstephaner Standards
Die Weihenstephaner Standards (WS) sind Schnittstellen zur Maschinendatenerfassung. Sie verbinden Maschinen der Verpackungs- und Abfülltechnik (WS Pack) und Maschinen der Lebensmittelproduktion aus verschiedenen Branchen mit übergeordneten Systemen, wie Betriebsdatenerfassungssystemen (BDE) oder Manufacturing Execution Systems (MES). In den Weihenstephaner Standards wird die physikalische Schnittstelle, ein proprietärer Befehlssatz, ein maschinenspezifisches Datenangebot sowie die Verwertung/Verarbeitung der Datenpunkte definiert. Seit 2021 unterstützen die Weihenstephaner Standards auch OPC Unified Architecture.

## Geschichte
Basis der Weihenstephaner Standards war ein Forschungsprojekt, das von der Wissenschaftsförderung der deutschen Brauwirtschaft e.V. (Wifö) unterstützt wurde. Ergebnis war das „Standard-Pflichtenheft für BDE-Systeme innerhalb von Getränkeabfüll-Linien“.
Ein Industrienutzerkreis, bestehend aus Maschinenbauern, IT-Anbietern, Steuerungsherstellern und Endanwendern, definierte in den folgenden Jahren die Weihenstephaner Standards für die Betriebsdatenerfassung bei Getränkeabfüll- und Verpackungsanlagen (WS2005.05). Dieses Projekt wurde ebenfalls durch die Wifö finanziert. Später wurde auf Initiative der fleischverarbeitenden Industrie das Projekt WS Food gegründet, das eine Anpassung des Getränkestandards auf das lebensmittelverarbeitende Gewerbe anstrebte; so entstand WS Food. Durch die fortwährende Verbreitung und branchenspezifische Praxistauglichkeit der einzelnen Standards wurde in den darauffolgenden Jahren WS Bake für die Backwarenindustrie und WS Brew für den Batchprozesse in der Brauindustrie entwickelt. Unter dem Schlagwort „WS goes OPCUA“ wurde im Jahr 2017 die Entwicklung einer weiteren Kommunikationsschnittstelle zum bereits verwendeten WS Protokoll begonnen. Diese, auf OPC-UA basierende Schnittstellenbeschreibung wurde als Companion Specification bei de OPC-Foundation 2021 released. Aktuell (Stand 2021) wird mit WS Sweets ein branchenspezifischer Standard für die Süßwarenindustrie entwickelt.

## Beschreibung

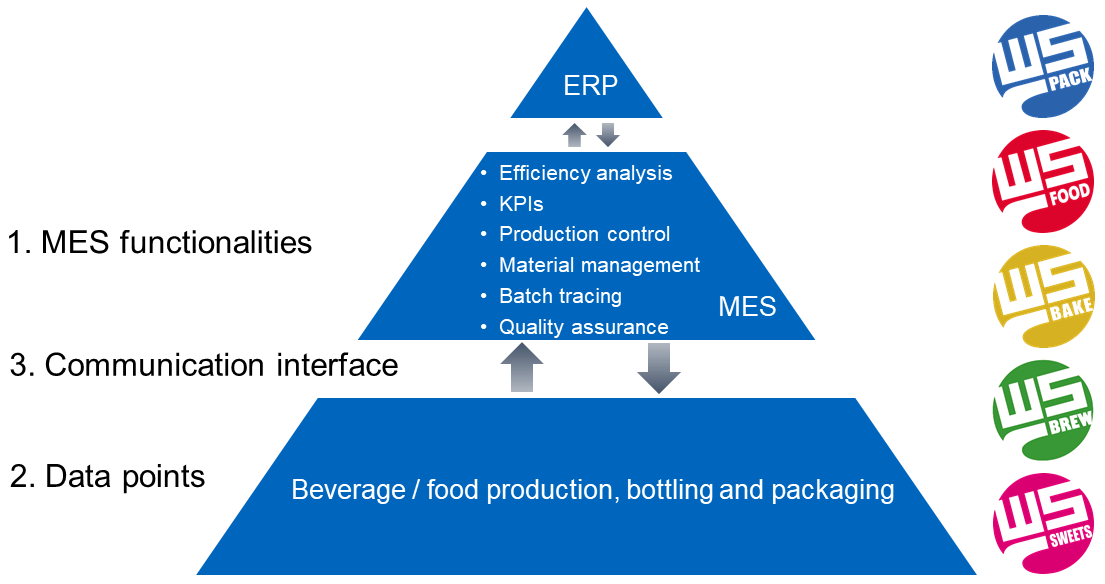
Weihenstephaner Standards in der Automatisierungspyramide

Die Weihenstephaner Standards können in der Automatisierungspyramide als Bindeglied zwischen Produktionsleitebene und Prozesssteuerungsebene angesiedelt werden. Sie wurden sowohl für die Verpackungs- und Abfülltechnik als auch für das lebensmittelproduzierende Gewerbe entwickelt. Sie erlauben es einem MES bzw. BDE-System mit den Steuerungen verschiedener Maschinen Daten auszutauschen und so MES-Funktionalitäten zu unterstützen. Die branchenspezifischen Standards sind:
| Branche                        | Standard  | Beschreibung |
| ------------------------------ | --------- | --- |
| Abfüll- und Verpackungstechnik | WS Pack   | Enthält Informationen zum Abfüllen von Getränken und Lebensmitteln, sowie deren sekundär und tertiär Verpackungen |
| Fleischwarenindustrie          | WS Food   | Enthält Informationen zum Verarbeiten von Fleisch- und Wurstwaren                                                 |
| Backwarenindustrie             | WS Bake   | Enthält Informationen zur Produktion verschiedener Backwaren                                                      |
| Brauindustrie                  | WS Brew   | Enthält Informationen über die Datenerfassung im Batchbereich der Brauindustrie                                   |
| Süßwarenindustrie              | WS Sweets | Enthält Informationen zur Schokoladen- und Hard/Soft Candy Produktion                                             |

Für eine einfache Verarbeitung der Daten sind
1. eine einheitliche physikalische Schnittstelle
2. ein einheitlicher Befehlssatz und
3. eine einheitliche Datengrundlage notwendig.

Des Weiteren werden in den Weihenstephaner Standards branchenspezifische Berichte bzw. Auswertefunktionen beispielhaft vorgestellt und die Generierung mit der spezifizierten Datengrundlage erklärt.
Der WS bietet dazu für die obigen Branchen folgende Dokumente:
| Dokument                   | Erklärung |
| -------------------------- | --- |
| WS Infobroschüre           | Informationen zu den WS |
| WS Protokoll               | Beschreibung der Datenschnittstelle                                                                                               |
| WS Inhalt                  | Beschreibung der Dateninhalte in einer Datenpunktbibliothek (Branchenspezifisch)                                                  |
| WS Auswertung              | Beschreibung von Standardauswertefunktionen (Branchenspezifisch)                                                                  |
| WS Abnahme                 | Beschreibung zur Überprüfung der korrekten WS Implementierung                                                                     |
| WS Companion Specification | Companion Specification die über das OPC Releaseverfahren veröffentlicht wurde und die OPC-UA Schnittestellenbeschreibung enthält |
| WS Modeller                | Tool zur Erzeugung von OPC-UA Nodeset, oder WS Protokoll config Dateien für Steuerungen                                           |

## Definitionen

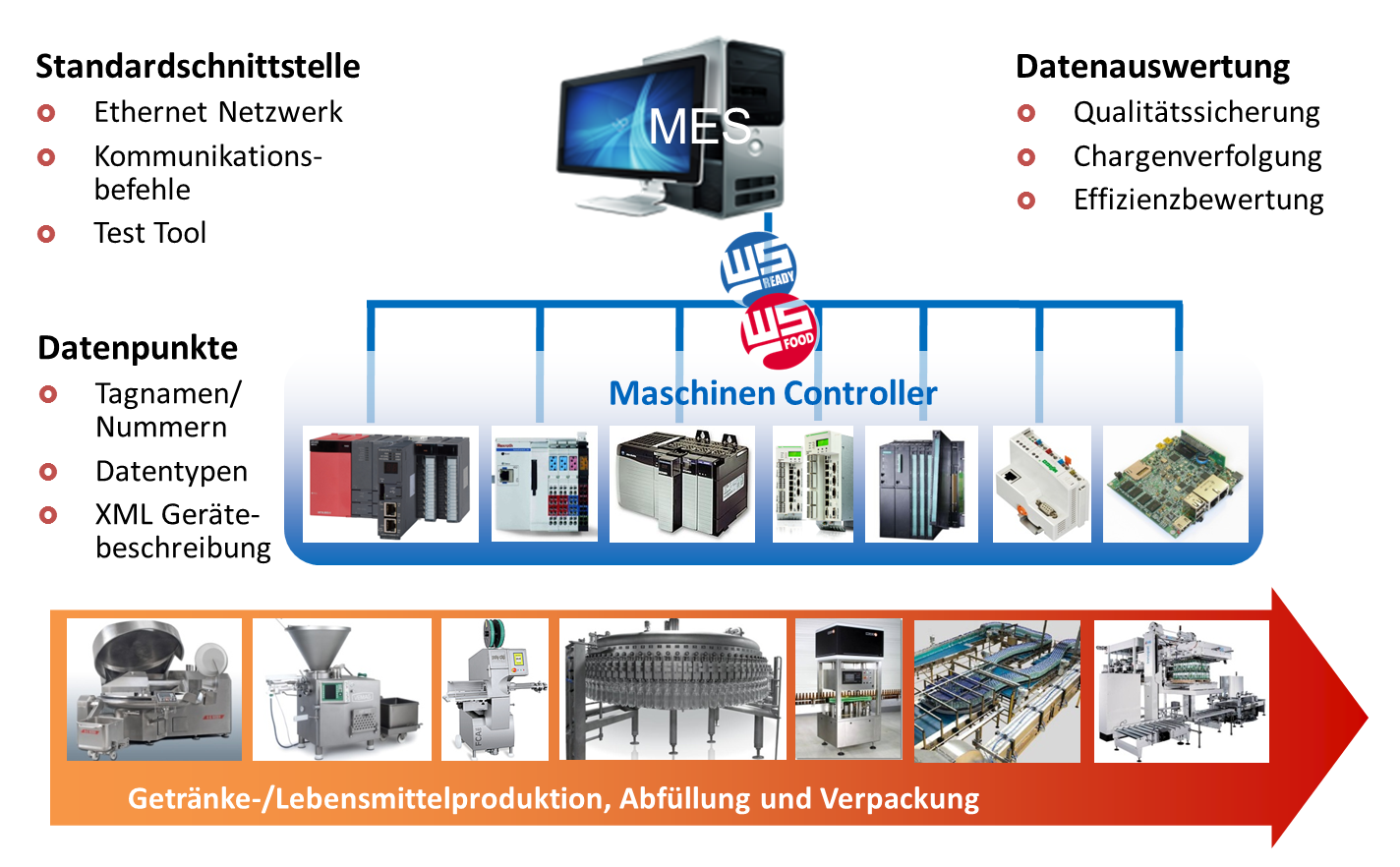
Elemente der Weihenstephaner Standards

### Kommunikationsschnittstelle

#### WS Protokoll
Die Kommunikation beruht auf dem Client/Server-Prinzip, wobei das MES als Client Anfragen an eine Maschine (Server) stellt und von diesem Antworten erhält. Physikalisch basiert die Schnittstelle auf Ethernet. Als Protokoll wird TCP/IP mit WS-proprietären Befehlen verwendet. Folgende Befehle sind verfügbar, wobei nur 1–3 verpflichtend unterstützt werden müssen:
| Nr | Befehl           | Erklärung                               |
| -- | ---------------- | --------------------------------------- |
| 1  | NOOP             | Keine Funktion (Lebenszeichen)          |
| 2  | READ_SVALUE      | Lesen eines Werts                       |
| 3  | WRITE_SVALUE     | Schreiben eines Werts                   |
| 4  | READ_LIST        | Lesen einer definierten Liste           |
| 5  | WRITE_LIST       | Schreiben einer definierten Liste       |
| 6  | READ_MVALUE      | Lesen mehrerer Werte                    |
| 7  | WRITE_MVALUE     | Schreiben mehrerer Werte                |
| 8  | READ_STRING      | Lesen einer Zeichenfolge                |
| 9  | WRITE_STRING     | Schreiben einer Zeichenfolge            |
| 10 | READ_CONFIG      | Lesen der Gerätebeschreibungsdatei      |
| 11 | READ_MIXED_LIST  | Lesen gemischter Werte (mit string)     |
| 12 | WRITE_MIXED_LIST | Schreiben gemischter Werte (mit string) |

Die Schnittstelle kann mit einem Testtool überprüft werden. Dieses wurde in Zusammenarbeit mit der Krones AG entwickelt und kann zur Validierung der Schnittstelle verwendet werden.

#### WS OPC-UA
Neben dem WS Protokoll definieren die WS eine weiter Kommunikationsschnittstelle basierend auf OPC-UA an. Dabei wurde auf bereits existierenden Companion Specifications (CS) von Metamodellen der OPC Foundation aufgebaut.
Ausgehend von der „CS OPC UA for Weihenstephan Standards“ können Nodesets für die jeweiligen Maschineninstanzen generiert werden.

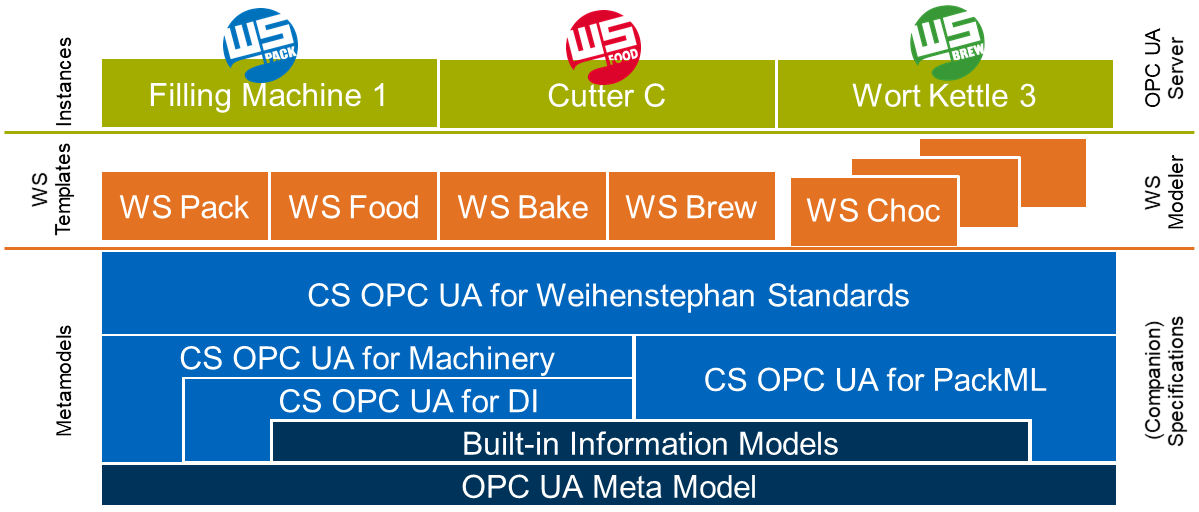
Aufbau des Schichtmodells für die WS OPC UA Schnittstelle

### Dateninhalte
In den Weihenstephaner Standards werden Dateninhalte für Maschinen der Abfüll- und Verpackungstechnik der Lebensmittelindustrie definiert. Es gibt jeweils branchenspezifische Datenpunktbibliotheken, in denen relevante Datenpunkte enthalten und eineindeutig erklärt sind. Dabei unterscheidet man zwischen
- Pflichtdatenpunkten, die eine Maschine bereitstellen muss,
- optionalen Datenpunkten, die eine Maschine bereitstellen kann und
- zusätzlichen Datenpunkten, die der Maschinenproduzent selbst definieren kann (diese sind nicht in den Bibliotheken enthalten).

Alle Datenpunkte haben ein fest definierte Nummer, einen eindeutigen Namen, ein Datenformat, Zugriffsrechte und eine Beschreibung.

### Schnittstellenbeschreibung
Die Schnittstelle einer Maschine muss über die sogenannte XML-Gerätebeschreibungsdatei beschrieben werden. Darin werden die unterstützten Befehle, die verfügbaren Datenpunkte und Verbindungseigenschaften (Portnummer, Verbindungsanzahl etc.) dokumentiert. Die Datei muss dem jeweils aktuellen Schema entsprechen und kann mit dem Tool WSEdit, das in Zusammenarbeit mit der KHS GmbH entwickelt wurde, erzeugt und bearbeitet werden.

### Auswertefunktionen
Für den entscheidungsunterstützenden Einsatz von Datenerfassungssystemen sind relevante Informationen von Interesse, nicht umfangreiche Datenbanken. Entscheidungsunterstützende Informationen können durch Verdichtung und automatisierte Auswertung der Daten gewonnen werden. Die Weihenstephaner Standards empfehlen in ihrem dritten Teil die wichtigsten Auswertefunktionen für die jeweilige Branche, wie
- Innerbetriebliche Chargenverfolgung
- Effizienzanalyse anhand aussagekräftiger Kennzahlen (z. B. OEE,OPI)
- Schwachstellenanalyse
- Prozessdatenvisualisierung

Es wird erläutert, wie Informationen anhand der WS Datenpunkte generiert und dargestellt werden können.

### Harmonisierung
Bei der Entwicklung der Weihenstephaner Standards wurde auf eine Einbindung von bestehenden Standards geachtet und auch artverwandte Standardisierungsbemühungen verfolgt. So konnte eine Harmonisierung mit zwei Dokumenten der Packaging Workgroup der OMAC in Bezug auf
- Datenpunktbenennung „Tag Naming Guidelines (PackML V3.0)“[5] und
- einem Status Model „Maschine Language V3.0 Mode & State Definition Document“[6] erreicht werden. Seit der Weihenstephaner Standards Version 2005.04 sind diese Bestandteil des ISA-TR88.00.02[7] und dort als „Weihenstephan Mode“ ein Anwendungsbeispiel der OMAC-Richtlinien.